# U-33 (1936)

El U-33 o Unterseeboot 33 fue un submarino alemán del  Tipo VIIA usado en la Segunda Guerra Mundial. 

## Construcción
Su quilla, fue puesta en grada el 1 de septiembre de 1935 en los astilleros Germaniawerft de Kiel. Recibió su nombre y fue botado el  11 de junio de 1936 y fue entregado a la Kriegsmarine el 25 de julio de 1936 bajo el mando de Ottoheinrich Junker.  

## Mandos
El  22 de noviembre de 1936 Junker fue relevado por Kurt Freiwald, y el 29 de octubre de 1938 tomó el mando el que sería su último mando, el Kapitänleutnant Hans-Wilhelm von Dresky.

## Historial

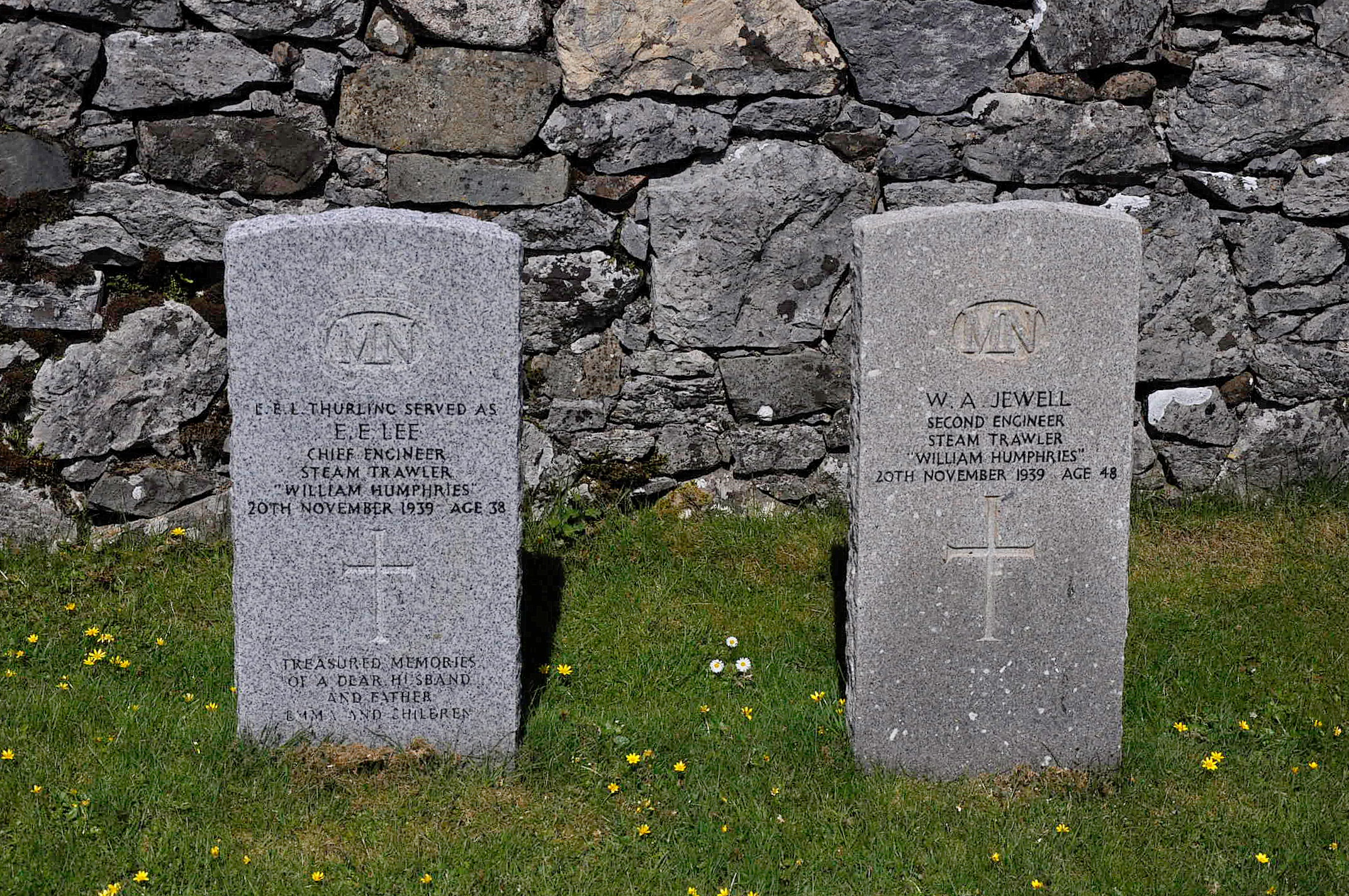
Dos miembros de la tripulación del 'William Humphries' hundido por el submarino alemán U-33 (1936), enterrados en el cementerio de Cill Chriosd, Skye, Escocia

### Operación Úrsula
El U-33 participó en 1936 en la guerra civil española, en la conocida como operación Úrsula que fue diseñada por la Kiegsmarine a principios de noviembre de 1936 tanto para favorecer a los sublevados, como para entrenamiento de mandos y tripulaciones de U-Boot. Su nombre en clave se propuso en honor a la hija del Almirante Karl Dönitz. Alemania, que no participaba oficialmente en Guerra Civil, envió dos submarinos, los U-33 y U-34, este último, hundiría durante la citada operación al submarino republicano C-3.
El U-33 , estuvo en la zona al este del Cabo de Palos, patrullando desde este punto hacia el norte, hasta el Cabo de la Nao, y llegó a avistar al Crucero Méndez Núñez acompañado por un destructor no identificado y a un destructor no identificado en otra ocasión.

### Segunda Guerra Mundial
En las tres patrullas que realizó el U-33 durante la Segunda Guerra Mundial, hundió 10 buques, con un registro bruto de 19 261 toneladas.
El 20 de noviembre de 1939 hundió tres buques británicos cerca de la Isla Tory. Con cinco disparos de su cañón de 88 mm a las 10:30 a. m., al SS Thomas Hankins 14 millas al noroeste de Tory, a las 4:00 p. m. el SS Delphine 18 millas al noroeste de Tory, y a las 5:05 p. m. el SS Sea Sweeper 25 millas al noroeste de Tory. La tripulación del  Thomas Hankins bajo el mando de M. Hankins fue rescatada por otro mercante tras pasar 10 horas en el agua en sus botes y desembarcados en Irlanda del Norte. Ellos alegaron que habían sido atacados si previo aviso, y que el segundo impacto, atravesó su proa, el quinto impactó en la sala de calderas ocasionando el hundimiento en 25 minutos.

## Destino
En febrero de 1940, bajo el mando del Kapitänleutnant Hans-Wilhelm von Dresky, se ordenó al U-33 desplegar minas en Firth of Clyde, Escocia. El dragaminas HMS Gleaner, capitaneado por el teniente Hugh Price, detectó al U-boat el 12 de febrero de 1940 y le lanzó  cargas de profundidad por un periodo de varias horas. Finalmente dañado, la tripulación del  U-33 se vio forzada a abandonar el buque, que se hundió poco después. En total fallecieron 25 tripulantes y 17 sobrevivieron. Antes de abandonar el buque, los rotores de la máquina enigma fueron distribuidos entre algunos miembros de su tripulación con instrucciones de tirarlos al mar para evitar su captura. Esto no lo realizaron todos los tripulantes, y los británicos capturaron tres rotores incluidos dos que sólo usaba la Kriegsmarine por lo que hasta entonces les eran desconocidos.